# Foxi Kéthévoama
Foxi Kethevoama est un footballeur international centrafricain, né le 30 mai 1986 à Bangui.

## Biographie

### Parcours en club
Il commence sa carrière dans son pays avant de rejoindre le Gabon en jouant au FC 105 Libreville et le Stade d'Akébé puis la Hongrie au Diósgyőri VTK, l'Újpest Football Club puis le Kecskeméti TE.
Après un prêt concluant au FC Astana au Kazakhstan, il y signe en 2013.

## Palmarès
- Avec Újpest :
  - Vice-champion de Hongrie en 2009

- Avec Kecskemét : 
  - Vainqueur de la Coupe de Hongrie en 2011
  - Finaliste de la Supercoupe de Hongrie en 2011

- Avec le FC Astana :
  - Champion du Kazakhstan 2014
  - Meilleur buteur du championnat du Kazakhstan 2014 avec 15 buts

## Statistiques

### En club
| Saison                | Club                  | Championnat           | Championnat | Championnat | Coupe(s) nationale(s) | Coupe(s) nationale(s) | Compétition(s) continentale(s) | Compétition(s) continentale(s) | Compétition(s) continentale(s) | Sélection | Sélection | Total | Total |
| Saison                | Club                  | Division              | M.          | B.          | M.                    | B.                    | Comp.                          | M.                             | B.                             | M.        | B.        | M.    | B.    |
| 2002                  | Derbaki               | CAR League            | -           | -           | -                     | -                     | -                              | -                              | -                              | 1         | 0         | 1     | 0     |
| 2003                  | Derbaki               | CAR League            | -           | -           | -                     | -                     | -                              | -                              | -                              | -         | -         | 0     | 0     |
| 2004                  | Stade d'Akébé         | Division 1            | -           | -           | -                     | -                     | -                              | -                              | -                              | -         | -         | 0     | 0     |
| 2005                  | 105 Libreville        | Division 1            | -           | -           | -                     | -                     | -                              | -                              | -                              | 1         | 0         | 1     | 0     |
| 2006                  | 105 Libreville        | Division 1            | -           | -           | -                     | -                     | -                              | -                              | -                              | -         | -         | 0     | 0     |
| 2006 - 2007           | Diósgyőr              | NB I                  | 23          | 8           | -                     | -                     | -                              | -                              | -                              | -         | -         | 23    | 8     |
| 2007 - 2008           | Újpest                | NB I                  | 26          | 7           | -                     | -                     | -                              | -                              | -                              | -         | -         | 26    | 7     |
| 2008 - 2009           | Újpest                | NB I                  | 23          | 2           | -                     | -                     | -                              | -                              | -                              | -         | -         | 23    | 2     |
| 2009 - 2010           | Újpest                | NB I                  | 24          | 4           | 3                     | 0                     | C3                             | 1                              | 0                              | -         | -         | 28    | 4     |
| 2010 - 2011           | Kecskemét             | NB I                  | 26          | 6           | 6                     | 6                     | -                              | -                              | -                              | 3         | 0         | 35    | 12    |
| 2011 - 2012           | Kecskemét             | NB I                  | 16          | 5           | 3                     | 1                     | C3                             | 2                              | 0                              | 3         | 0         | 24    | 6     |
| 2012                  | FC Astana             | Premier-Liga          | 23          | 1           | -                     | -                     | -                              | -                              | -                              | 6         | 3         | 29    | 4     |
| 2013                  | FC Astana             | Premier-Liga          | 30          | 5           | 1                     | 1                     | -                              | 2                              | 0                              | 4         | 0         | 37    | 6     |
| 2014                  | FC Astana             | Premier-Liga          | 17          | 8           | -                     | -                     | -                              | 7                              | 2                              | -         | -         | 24    | 10    |
| Total sur la carrière | Total sur la carrière | Total sur la carrière | 208         | 46          | 13                    | 8                     | -                              | 12                             | 2                              | 18        | 3         | 251   | 59    |

### Buts en sélection
| Buts (3) en sélection de Foxi Kéthévoama | Buts (3) en sélection de Foxi Kéthévoama | Buts (3) en sélection de Foxi Kéthévoama        | Buts (3) en sélection de Foxi Kéthévoama | Buts (3) en sélection de Foxi Kéthévoama | Buts (3) en sélection de Foxi Kéthévoama | Buts (3) en sélection de Foxi Kéthévoama |
|                                          | Date                                     | Lieu                                            | Adversaire                               | Score                                    | Résultat                                 | Compétition                              |
| ---------------------------------------- | ---------------------------------------- | ----------------------------------------------- | ---------------------------------------- | ---------------------------------------- | ---------------------------------------- | ---------------------------------------- |
| 1.                                       | 2 juin 2012                              | Stade Barthélemy Boganda, Bangui (Centrafrique) | Botswana                                 | 1-0                                      | 2-0                                      | Éliminatoires Coupe du monde 2014        |
| 2.                                       | 2 juin 2012                              | Stade Barthélemy Boganda, Bangui (Centrafrique) | Botswana                                 | 2-0                                      | 2-0                                      | Éliminatoires Coupe du monde 2014        |
| 3.                                       | 30 juin 2012                             | Stade Barthélemy Boganda, Bangui (Centrafrique) | Égypte                                   | 1-0                                      | 1-1                                      | Éliminatoires CAN 2013                   |